# Retro Sophie
Retro Sophie is het zestiende album in de Sophie-reeks. Het album bevat vijf kortverhalen die allemaal zijn verschenen in Robbedoes. Het album werd door Dupuis uitgegeven in 1981.

## 1925
Dit verhaal van 8 pagina's is verschenen in Robbedoes nummer 2069 (1977).

### Personages
- Sophies grootmoeder
- Vriend van Sophies grootmoeder
- Jopie
- Loetje
- gebroeders Papalameokis
- fietsende agenten

### Verhaal
Sophie en Bertje vinden op zolder het dagboek van Sophies grootmoeder. Ze lezen er een verhaal uit 1925 toen Sophies oma nog een schoolkind was. Het is een spannend avontuur waarin twee boeven, Jopie en Loetje een auto stelen. De eigenaar die net aan het eten is, heeft het gezien en roept op de politie. Twee agenten zeggen tegen de man dat ze het zaakje wel zullen opknappen. Met hun fiets rijden ze achter de boeven aan. De boeven stoppen bij Sophies grootmoeder en haar vriendje die net uit school zijn gekomen. Ze willen de kinderen als gijzelaars en dwingen hen om op de zijkant van de wagen te gaan staan. De boeven weten ook via een bruuske remmanoeuvre de fietsende agenten te verschalken. De boeven rijden naar de bank met de bedoeling om deze te beroven. Jopie gaat naar binnen met Sophies oma als gijzelaar, terwijl Loetje in de auto blijft met het vriendje van Sophies oma. Loetje en Sophies grootmoeder stuiten in de bank op twee broers die eveneens de bank willen overvallen. Het zijn de gebroeders Papalameokis. Ze hebben een tic waarbij ze plotseling hun lichaam niet meer onder controle kunnen houden. Dit gegeven werd al eerder gebruikt in een ander kortverhaal, met name in Lord Nelson (Gelukkige Sophie, 1ste serie).
De broers beroven de bank en nemen Jopie en Sophies oma mee als gijzelaar. De broers willen vluchten op hun tandem, maar door hun zenuwtrek, vallen ze op de grond. Jopie is zijn revolver verloren tijdens de bankoverval en vraagt die van Loetje. Loetje kan zijn revolver ook niet vinden. Ondertussen zijn de broers weer overeind gekomen en hebben het geld weer bij elkaar geharkt. Ze richten hun pistolen op het andere boevenstel en dwingen Jopie om achterin te gaan zitten met de kinderen. De broers gaan ieder op een zijkant van de wagen staan en zeggen aan Loetje hoe hij moet rijden. Sophies oma heeft tijdens het tumult van de bankoverval het pistool van Jopie weten te bemachtigen, terwijl haar vriendje hetzelfde heeft gedaan met die van Loetje. De kinderen richten hun pistolen op Jopie en doen hem uit de auto springen. Nadien doen ze hetzelfde bij de drie andere boeven. De boeven worden ingerekend door de agenten die maar wat blij zijn dat ze dankzij de kinderen vier vliegen in één klap hebben gevangen. Bertje vat het goed samen met de woorden dat Sophies oma wel erg veel op haar kleindochter lijkt in handelingen en qua uiterlijk.

## Sneeuw, sneeuwmannen en … hik
Dit verhaal van 8 pagina's is verschenen in Robbedoes nummer 2082 (1978).

### Personages
- Sophie
- Pieters
- de sneeuwman

### Verhaal
Sophie brengt een bezoekje aan haar vriend Pieters. Ze schrikt zich een hoedje als ze hem op een stoel ziet zitten met een helm op zijn hoofd met daarop een staaf dynamiet gekleefd. Sophie zoekt snel dekking als het dynamiet tot ontploffing komt. Sophie vraagt hem waarvoor dat nu nodig was. Pieters legt haar alles uit. Hij heeft al drie dagen last van een hardnekkige hik waarvoor hij al tal van middeltjes heeft geprobeerd om ervanaf te geraken. Ondanks de harde knal is Pieters nog steeds aan het hikken. Hij is er moedeloos van geworden. Daarom vraagt hij Sophie om raad. Misschien weet zij wel een middel om hem bijvoorbeeld heel hard te laten schrikken. Sophie kan hem doen schrikken, maar nog steeds is hij niet verlost van zijn hik. Ze bedenkt al vlug iets anders. Ze neemt haar "oompje" mee naar een verlaten pand, dat bekendstaat als een spookhuis. Al snel schrikt Pieters als hij denkt dat een man met een hoed hen vanuit de struiken begluurt. Als Sophie echter de zaklantaarn op de man richt, blijkt het een sneeuwman te zijn gemaakt door de kinderen uit de buurt. Omdat Pieters nog steeds blijft hikken, besluiten ze om naar binnen te gaan. Als ze gehik horen dat niet van Pieters komt, denkt Pieters dat het een echo is die zijn eigen hikken weerkaatst. Vervolgens merken ze sporen op de vloer op. Het blijkt een vochtig kruipspoor te zijn. Ze besluiten om het spoor te volgen. Als Pieters door een raam kijkt en dezelfde sneeuwman ziet, schrikt hij erg. De sneeuwman is immers van plaats veranderd. Pieters wil weg, zegt dat hij genezen is van zijn hik. Als hij weer gaat hikken, sleept Sophie hem verder met zich mee. Het spoor leidt hen naar een kamer waar drie sneeuwmannen als rechters in een rechtszaal op een stoel zitten. Sophie laat zich niet afschrikken en gaat erop af. De sneeuwmannen blijken van schuimplastic te zijn. Daar horen ze weer dat hikkende geluid dat Pieters als zijn echo beschouwd. Ze zoeken waar dat geluid vandaan komt. Het leidt hen naar een kelder. Het is er erg donker, zodat Pieters met zijn zaklamp voorop moet gaan. Ze zien er twee gasflessen staan die helemaal niet bestoft zijn, dus lang staan die er nog niet. Sophie gelooft niet dat sneeuwmannen butaan gebruiken om zich te verwarmen. Net als ze verder willen gaan, duikt vanachter een hoekje een man op die Pieters erg doet schrikken en op hem springt. Pieters laat zijn zaklantaarn vallen, waardoor het pikdonker wordt. Sophie zoekt naar de zaklamp in het duister en vindt deze ook. Deze blijkt echter stuk te zijn. Ze merkt licht op onder een deur. Als ze de deur opent, komt ze in een kamer die veel weg heeft van een laboratorium. De boef is inmiddels gevlucht. Pieters heeft wel de hoed van de boef en een stuk van zijn schort kunnen bemachtigen. In het donker leek de boef op die manier op een sneeuwman. Sophie concludeert dat die boef zich  voordeed als sneeuwman om pottenkijkers op een afstand te houden. Het natte spoor in het huis, het verplaatsen van de sneeuwman buiten waren allemaal middelen om mensen de daver op het lijf te jagen. Het vreemde hikken dat Pieters als zijn echo beschouwde werd gemaakt door het piepen van een katrol van een goederenlift. Pieters is hierdoor wel van zijn hik verlost. Sophie en Pieters ontdekten een handeltje in heroïne die de boeven maakten uit morfine.

## Mijn tweeduizend?!
Dit verhaal van 8 pagina's is verschenen in Robbedoes nummer 2017 (1976).

### Personages
- Sophie
- Bertje
- Mijnheer Grijpstuiver
- Boef

### Verhaal
Het is koud en de straten zijn besneeuwd. Een slecht geluimde heer Grijpstuiver verlaat zijn villa. Hij haat de winter omdat het hem een fortuin kost aan warme kleren (althans dat beweert hij zelf). Als het begint te sneeuwen, doet hij zijn paraplu open. Deze heeft geen bekleding, want zijde vindt hij te duur. Hij huppelt door de sneeuw op één been om op die manier zijn voetzolen minder snel te verslijten. Van de opmerkingen die passanten maken over zijn paraplu en zijn hinkelen, trekt dit gierig heerschap zich niets aan.
Verderop hebben Sophie en Bertje een glijbaan ontdekt gemaakt door andere kinderen. Ze proberen deze glijbaan uit. Een man die passeert, glijdt uit over het ijs. Hij is boos op de kinderen, want hij denkt dat Sophie en Bertje die glijbaan hebben gemaakt. De kinderen helpen de man overeind. De man is nog steeds boos en zegt dat glijbanen niet enkel gevaarlijk zijn, maar dat je voetzolen er ook nog van gaan slijten. Grijpstuiver heeft alles gezien en gehoord. Hij komt tussenbeide en zegt tegen de man dat hij de kinderen het plezier van de glijbaan niet mag ontnemen. De gierigaard beweert zelfs dat hij zelf die glijbaan heeft gemaakt. De kinderen geloven hun oren niet, Grijpstuiver die het voor hen opneemt en hen plezier gunt. Grijpstuiver denkt vooral aan de zolen die de kinderen zullen verslijten door het glijden over het ijs. Dat is immers goed voor zijn schoenenhandel. Als hij verder huppelt, wordt hij op de hoek van de straat neer geklopt. Sophie en Bertje zagen dit gebeuren en snellen hem te hulp. De man die Grijpstuiver had willen bestelen, zet het snel op een lopen als hij de kinderen ziet komen. Verderop struikelt hij over een kruiwagen en valt met zijn hoofd in een berg zand. Vloekend krabbelt hij overeind en loopt verder al heeft hij wel zijn enkel bezeerd. De kinderen helpen Grijpstuiver opstaan. De gierigaard klaagt over een pijnlijke nek en een oude hernia in zijn rug die hem weer opspeelt. Sophie zegt dat ze hem naar huis zullen brengen en in een warm bed stoppen voor hij kou vat. Als Grijpstuiver in de binnenzak van zijn jas voelt, roept hij dat die boef zijn tweeduizend heeft gestolen. Helemaal over zijn toeren wil hij achter de boef aanlopen ondanks de pijn in nek en rug. Dan bedenkt hij plots dat hij zijn voetzolen aan het slijten is en begint weer te huppelen. Hij let niet op en valt over dezelfde kruiwagen die ook de boef te val had gebracht. Grijpstuiver valt eveneens met zijn hoofd in het zand. Wederom helpen de kinderen hem recht. Als Sophie zit dat de boef eveneens met zijn hoofd in het zand is gevallen en daar een mooie afdruk van zijn gezicht heeft achtergelaten, krijgt ze een idee. Ze draagt Bertje op om een emmer water te halen uit het werkhuisje dat zich langs de berg zand bevindt. Bertje vindt enkel een emmer water vermengd met gips. Sophie vindt dit nog beter voor de uitvoering van haar plan. Ze giet het water in het gat dat de boef met zijn gezicht heeft gemaakt. Het water met gips bevriest snel, waardoor ze een prachtig hoofd krijgen van ijs waarin ze het gezicht van de boef kunnen herkennen. Ze willen hiermee naar de politie gaan. zodat die de boef kunnen vinden. Grijpstuiver ondersteunend en huppelend gaan Sophie en Bertje richting politiekantoor. Ze komen de boef echter zelf tegen. Deze loopt vlug weg, maar heeft door de val nog steeds last van zijn enkel. Hij loopt een werkplaats in waar hij zich hoopt te kunnen verbergen. Twee bouwvakkers zijn er cement aan het uittesten in een houten bak. De boef valt en landt met beide armen in het cement. Omdat dit er snel droogt, is hij gevangen. Hij wordt naar de politie gebracht. Grijpstuiver is blij dat hij zijn tweeduizend weer terug heeft. Geld? Neen, tweeduizend DG-koffiepunten waarmee hij alsnog een gratis suikertangetje mee kan gaan halen...

## Sophie en oom Bel
Dit verhaal van 8 pagina's is verschenen in Robbedoes nummer 2079 (1978).

### Personages
- Sophie
- Starter
- Pieters
- Oom Bel

### Verhaal
Sophie is samen met Starter en Pieters in een landelijk oord met veel water. In een cafeetje wachten ze op Oom Bel, een duiker en oude vriend van Sophie. Sophie heeft deze excentrieke kerel al eens geholpen in een van haar vorige avonturen (Staatsaangelegenheid, Gelukkige Sophie 2de serie). Sophie vraagt voor de zekerheid aan de waard of Oom Bel vandaag nog gaat langskomen. De waard kan dit bevestigen. De vrienden vinden het heel grappig wanneer Oom Bel op zijn fiets volledig gehuld in duikerpak komt aangereden uit het meertje. Oom Bel is blij Om Sophie terug te zien. Sophie stelt Oom Bel aan haar vrienden voor. Starter en Pieters nemen deel aan een rally die in de omgeving plaatsvindt. Om Oom Bel nog eens terug te kunnen zien, is Sophie met hen meegekomen. Oom Bel vertelt zijn vrienden van zijn systeem waarmee hij onder water kan fietsen om op een snellere manier zijn dagelijkse borrel te kunnen drinken. Op de bodem van de vijver heeft hij een baan van houten planken gelegd waarover hij dan met zijn fiets rijdt in zijn duikerspak. Hij krijgt zuurstof via de slang aan zijn duikerspak bevestigd. De slang is gekoppeld aan een machine die in zijn schuur staat en automatisch lucht pompt. De waard van het café vertelt Oom Bel dat er voor hem een telefoontje is geweest om een klusje uit te voeren. Oom Bel telefoneert naar deze klant. Kennelijk moet hij de schroef van een schip gaan opduiken. Oom Bel aanvaardt de taak, maar moet eerst terug naar zijn huisje om wat spullen op te halen. Sophie vraagt of zij en haar vrienden met hem mee mogen gaan om te helpen, hetgeen de malle duiker dankbaar aanvaardt. Terwijl Oom Bel weer met zijn fiets door het meer huiswaarts rijdt, doen de drie vrienden het traject met de auto via de weg die langs het meer loopt. Inmiddels zijn er twee gemaskerde mannen de werkplaats van Oom Bel binnengedrongen waar de machine die lucht pompt nog volop aan het draaien is. Ze sluiten de zuurstofslang aan op een motor die het uitlaatgas CO2 spuit. De mannen lopen meteen weg als ze de auto van de vrienden horen aankomen. Pieters ontdekt de pomp en is onder de indruk van het systeem dat Oom Bel heeft opgebouwd. Starter merkt al vlug dat er iets fout zit en ontkoppelt de slang die het uitlaatgas produceert. Sophie roept haar vrienden om hulp omdat ze alle moeite van de wereld heeft om Oom Bel te ondersteunen die aan de oppervlakte is gesukkeld. De arme drommel is er helemaal groen van uitgeslagen. Hoewel Starter Oom Bel probeert te overtuigen dat iemand een aanslag op de duiker had willen plegen, denkt Oom Bel dat het om een grapje gaat van een van zijn maats met wie hij wel vaker geintjes uithaalt. Oom Bel neemt de drie vrienden mee naar de haven waar zijn klant, de kapitein van de Nabuchodonosor op hem zit te wachten. Oom Bel vraagt of er iemand aan de boot die er langs ligt gemeerd om hun motor niet te laten draaien omdat dit te veel slijk op laat waaien hetgeen het zoeken erg kan bemoeilijken. Sophie neemt deze taak op zich, terwijl Starter en Pieters de pomp zullen bedienen om Oom Bel van zuurstof te voorzien. Sophie trekt naar de naburige boot, de Barracuda. Als ze aan boord gaat, hoort ze van buiten de eigenaar van het schip, mijnheer Carlos, praten met twee jonge kerels. Sophie herkent de blonde en donkerharige knaap als de twee mannen die eerder in de kroeg waren en er op een gegeven moment vandoor moesten. Sophie komt hierdoor te weten dat die kerels ook de mannen waren die Oom Bel hadden proberen te liquideren. Ze hebben ondertussen gemerkt dat Oom Bel het heeft overleefd en is gedoken. De donkerharige knaap, Pietro genaamd, is klaar om te duiken en een nieuwe poging te ondernemen om Oom Bel uit de weg te ruimen. Sophie loopt meteen terug naar de Nabuchodonosor om haar vrienden te waarschuwen. Ze beveelt Starter en Pieters dat ze onmiddellijk Oom Bel moeten ophalen. Oom Bel heeft inmiddels ontdekt dat er iets heel vreemd is met de onderkant van de Barracuda. Als Oom Bel voelt dat hij wordt omhoog getrokken, sluit hij de uitlaatklep van zijn duikerpak zodat deze opzwelt als een reddingsboei. Pietro is gedoken om te zoeken naar Oom Bel moet maar omwille van de dichte mist van opwaaiende slijk zijn poging al snel staken. Als Oom Bel uit het water is gehaald, vertelt hij zijn vrienden wat hij heeft gezien. Aan de romp van de Barracuda zag hij twee grote eivormige uitsteeksels, één aan elke kant. Pieters zegt dat ze de autoriteiten moeten waarschuwen. Nauwelijks is hij uitgesproken of er komen enkele douaniers de zaak controleren. Ze laten de narcoticabrigade komen die de uitsteeksels aan de Barracuda onderzoekt. Hierin vinden ze in totaal 400 kilo zuivere heroïne. De boeven worden gearresteerd en ook de schroef van de Nabuchodonosor wordt alsnog opgedoken door de kikvorsmannen van de narcoticabrigade tot ongenoegen van Oom Bel die hierdoor inkomsten misloopt.

## Het supersonische vliegtuig
Dit verhaal van 8 pagina's is verschenen in Robbedoes nummer 2130 (1979).

### Personages
- Sophie
- Starter
- Pieters
- Roger
- Mijnheer Grijpstuiver
- Ratelaar
- Gebrilde crimineel

### Verhaal
Het is een warme zomerdag. Terwijl veel mensen er licht gekleed bij lopen, is de gierige mijnheer Grijpstuiver dik ingeduffeld met sjaal, regenjas en paraplu in de aanslag. Hij bidt al de hele tijd tot Sint-Medardus om het te laten regenen. Dit is ironisch want eigenlijk wordt er tot deze heilige vooral gebeden om het te laten ophouden met regenen. Waarom hij regen wil, is duidelijk want hij heeft namelijk een winkel in regenkledij en paraplu's. Deze zaak heet heel toepasselijk "Medardus en Grijpstuiver". Als Grijpstuiver zijn eigen winkel passeert, ziet hij een bericht op de ruit hangen dat zegt "een gratis verrassing". Grijpstuiver houdt er niet van om gratis dingen weg te geven en doet boos de deur van de winkel open. Voor hij de verkoper de huid vol kan schelden, krijgt hij water over zijn hoofd (dit komt door de klassieke emmer water boven de deur grap). De verkoper genaamd Ratelaar moet lachen en zegt dat dit had kunnen vermeden worden als Grijpstuiver een van de artikelen uit de winkel had gedragen. Het lachen vergaat hem snel als hij merkt dat het slachtoffer zijn baas is. Grijpstuiver is kwaad en ontslaat Ratelaar. Ratelaar laat het niet aan zijn hart komen. Vrolijk trekt hij weer naar zijn voormalige job die hij heel leuk vond, verkoper van feestneuzen en -artikelen. 
Even later loopt een jongetje voorbij de etalage van de winkel van Grijpstuiver. Hij houdt zijn armen horizontaal gestrekt, doet alsof hij een vliegtuig is daarbij een toepasselijk motorgeluid makend. Als hij de winkel voorbij is, springt de etalageruit in duizenden stukjes. Het jongetje loopt onverstoorbaar verder en passeert meerdere etalages zoals die van een grote porseleinhandel en een glazenmaker-inlijster. Ook die ruiten slaan aan diggelen als het jongetje zijn vliegtuigmotorgeluid maakt. Sophie is samen met Starter en Pieters een tochtje aan het maken in de auto. Ze hebben dit allemaal zien gebeuren en volgden daarom het jongetje al geruime tijd. Sophie gelooft nooit dat het jongetje die ruiten kan doen sneuvelen en wil de zaak van dichterbij onderzoeken. Ze springt uit de auto en vraagt aan Starter om haar te volgen op een afstand. Sophie doet ook alsof ze een vliegtuig is en gaat langs het jongetje lopen. Ze speelt het spelletje met de jongen mee en praat met hem over vliegtuigen. Sophie is op die manier getuige van het sneuvelen van een heleboel ruiten van een hoog kantoorgebouw. Als even later ook de ruiten kapotgaan van een chemisch bedrijf die ook een aantal ontploffingen veroorzaken, vindt Sophie het welletjes. Ze zegt tegen de jongen dat wat hij doet heel erg is. Ze stelt hem voor naar het park te gaan waar ze hem zal trakteren op een limonade. Ondertussen hebben Starter en Pieters door dat de jongen al geruime tijd wordt gevolgd door een blauwe Renault bestelwagen. Als Sophie samen met de jongen aan het genieten is van een flesje limonade in het park, hoort ze hem uit. De jongen heet Roger. Hij vertelt dat hij door een man met een bril werd benaderd die hem geld bood om voor supersonisch vliegtuig te spelen terwijl hij bepaalde gebouwen moest passeren, gebouwen met veel glaswerk. Roger vermoedt dat die man het geluid maakt dat het glas doet springen. De eigenaar van de bestelwagen heeft zich geparkeerd en is het park ingelopen. Hij heeft zich achter de struiken verstopt om de kinderen af te luisteren. Hij draagt een bril en heeft rood haar. Plots springen zijn brilglazen alsook de limonadeflesjes van de kinderen. Roger duidt de gebrilde man aan als de man die hem de opdracht had gegeven. Onmiddellijk daarna komen Starter en Pieters op de proppen. Zij hebben in de bestelwagen een elektronische uitrusting gevonden. Toen Pieters deze in werking stelde maakte dit een supersonisch geluid die de brilglazen en limonadeflesjes deed springen. De boef wordt gearresteerd door de politie. De volgende dag kunnen ze het verhaal lezen in de krant. De boef bleek zeer  handig te zijn met elektronica en had het systeem dat de ruiten deed springen zelf ontwikkeld. Hij stapte ermee naar verschillende handelaars, winkeliers, bedienden en dergelijke en dreigde het tegen hen te gebruiken als ze hem geen geld betaalden. Ze lieten zich niet afpersen, waardoor de man zijn criminele plan uitvoerde. Roger speelt nog steeds vliegtuigje, maar deze keer zonder ongewild brokken te maken.